# Амимона
Амимона (грч. Αμυμώνη) је у грчкој митологији била Данаида, кћерка краља Данаја и Европе. 

## Митологија
Када је Данај са кћеркама стигао у Аргос, затекао је земљу без воде, јер је Посејдон, бесан што је Инах доделио Арголиду Хери, пресушио све изворе. Данај је зато послао своје кћерке да потраже воду. Амимона је уз пут спазила јелена и хитнула копље на њега, што је пробудило сатира који је покушао да је силује. Спасио ју је Посејдон, који је постао њен љубавник. Он је на сатира бацио трозубац који се забио у стену. Када га је Амимона ишчупала, одатле су потекла три извора, касније названа по њој. Према предању, извор је у близини Лерне, а крај њега је живела Лернејска Хидра коју је убио Херакле. Са Посејдоном, Амимона је имала сина Науплија. 
Када су Египт и његови синови стигли у Аргос, оженили су се Данаидама, али су све оне побиле своје мужеве. Амимона је тако убила свог мужа Енкеладу. Касније, њен муж је постао Линкеј.
Њен атрибут је крчаг воде. Тако је представљена да би се скренула пажња на свету и здраву воду Аргоса. С обзиром да њено име значи „невина“, „неукаљана“, она је можда иста особа као и данаида Хипермнестра, која је једина одбила да убије свог мужа, али их Аполодор ипак помиње обе. Неки аутори је поистовећују са океанидом Беројом.